# Fundação D. Pedro IV
A Fundação D. Pedro IV é uma instituição particular de solidariedade social (IPSS) portuguesa, localizada em Lisboa, com origens que remontam a 8 de maio de 1834.

## História
A Fundação D. Pedro IV tem a sua origem na Sociedade das Casas de Apoio à Infância Desvalida (SCAID), criada em 8 de Maio de 1834, pelo então Rei D. Pedro IV, prosseguindo actividades de acção social na área da infância, em creches, jardins de infância e ATL implementados em instalações da sua propriedade.
Em Julho de 1982, foi constituída a Sociedade das Casas de Apoio à Infância de Lisboa (SCAIL), com a natureza jurídica de instituição particular de solidariedade social, sucedendo assim a SCAID. Dez anos depois, em Março de 1992, a SCAIL foi formalmente extinta, integrando-se com o respectivo património, na Fundação D. Pedro IV, instituída com fins de solidariedade social bastante mais alargados.
A Fundação surgiu assim com o objectivo de intervir nas áreas dos jovens e dos idosos, promover e proteger a saúde através de prestação de cuidados de medicina preventiva, curativa e de reabilitação, resolver problemas habitacionais, nomeadamente habitação protegida para idosos e outros estratos da população vulnerável, promover iniciativas de carácter cultural, acções concretas na área da cooperação com os PALOP e ainda conceder bolsas e subsídios.
Em Outubro de 1992, a Fundação D. Pedro IV foi reconhecida por despacho ministerial, tendo a Direcção Geral da Acção Social procedido ao registo definitivo do acto de constituição dos seus estatutos.
Em 1997, a instituição celebrou um protocolo com a Câmara Municipal de Sintra, o ex-Instituto Nacional da Habitação e o ex-IGAPHE, a partir do qual, construiu um projecto na área da habitação social, a Urbanização Fundação D. Pedro IV, localizada em Mira-Sintra. Foi promovida a construção de oitenta fogos destinados a realojamento no âmbito do Plano Especial de Realojamento (PER) para venda à Câmara Municipal de Sintra, de fogos para venda a custos controlados e de equipamento social.
Sete anos, depois, em 2004, no seguimento de um acordo celebrado com a Segurança Social, a Fundação D. Pedro IV assumiu a gestão da Mansão de Santa Maria de Marvila, um lar de idosos localizado na freguesia de Marvila, em Lisboa.
Entre Fevereiro de 2005 e Setembro de 2007, geriu fogos de habitação social dos Bairros dos Lóios e das Amendoeiras, localizados em Chelas, Lisboa, que viria a ser devolvido ao Estado, na sequência dos vários protestos dos respectivos moradores.
Em Junho de 2000, a Inspecção Geral da Solidariedade Social, concluiu um relatório, onde apontava a extinção da Instituição pelo facto de terem sido detectadas "irregularidades de gestão" na mesma instituição e por os seus administradores tirarem "proveitos pessoais" da sua actividade. O relatório viria a ser arquivado pelo então Inspector-Geral da Segurança Social, o juiz Simões de Almeida, sem a devida apreciação ministerial.

## Estabelecimentos
A Fundação D. Pedro IV possui sete estabelecimentos de infância situados na cidade de Lisboa, concretamente em Arroios, Calafates, Junqueira, Olivais, Santa Quitéria, Santana e São Vicente. Os estabelecimentos abrangem cerca de 850 crianças, de idades compreendidas entre os 4 meses e os 10 anos, distribuídas pelas valências de Creche, Jardim de Infância e Actividades de Tempos Livres (A.T.L.).
A fundação detém também, desde 2006, a gestão da Mansão de Marvila, um lar de idosos, que funciona num edifício localizado na Rua Direita de Marvila, em Lisboa, cuja construção remonta ao século XVII. A mansão alberga 125 idosos e 21 deficientes, além de um Centro de Acolhimento Temporário para crianças e jovens em risco, com capacidade para 15 rapazes, entre os 15 e os 18 anos.